# شنید متیوز
شنید متیوز (انگلیسی: Sinead Matthews؛ زادهٔ ۱۹۸۰) بازیگر اهل انگلستان است.
از فیلم‌ها یا برنامه‌های تلویزیونی که وی در آن نقش داشته‌است می‌توان به در بی‌خبری، غرور و تعصب، بی‌غم، ننی مک‌فی و بیگ بنگ، ورا دریک، آقای ترنر، قایقی که راک پخش می‌کرد و بازخواهم گشت اشاره کرد.